# Panevėžys
Panevėžys este un oraș în partea de nord-est a Lituaniei, reședința județului omonim, și cel de-al cincilea oraș ca mărime din Lituania. Orașul are 52 km2, și în 2011 avea 113.653 de locuitori.

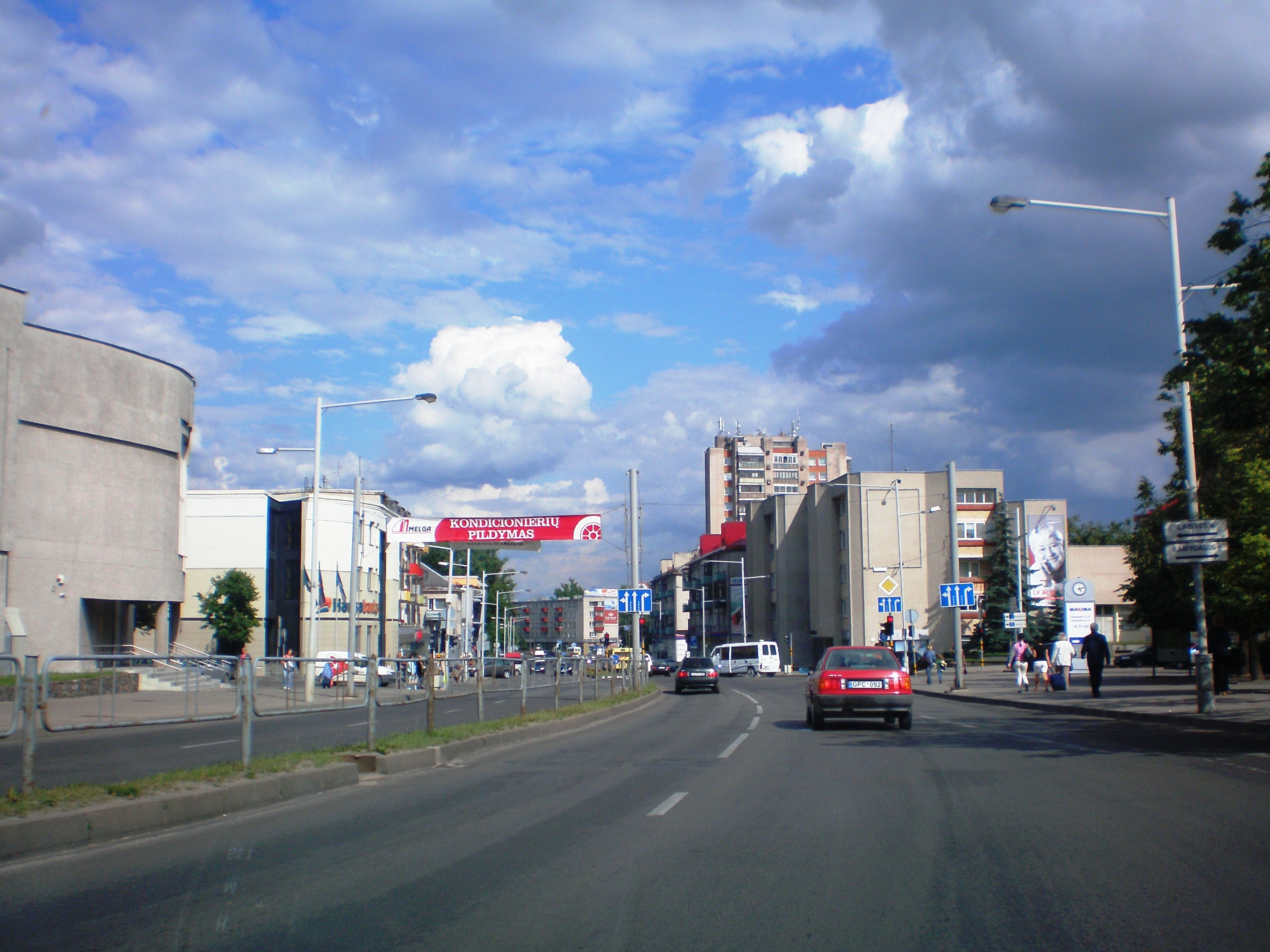
Centrul orașului Panevėžys

## Personalități născute aici
- Aurēlija Anužīte-Lauciņa (n. 1972), actriță letonă;
- Vytautas Černiauskas (n. 1989), fotbalist lituanian.